# Thomas Brinkmann
Pour les articles homonymes, voir Brinkmann.
Thomas Brinkmann, né le 5 janvier 1968 à Duisbourg, est un joueur allemand de hockey sur gazon.
Il fait partie de l'équipe d'Allemagne de l'Ouest médaillée d'argent aux Jeux olympiques d'été de 1988 à Séoul.
Il est le frère de Dirk Brinkmann, lui aussi joueur international allemand de hockey sur gazon.